# Transvestismo de duplo papel
Transvestismo de duplo-papel ou transvestismo bivalente é um transtorno de identidade de gênero em que há sofrimento durante ou após usar vestimentas e exercer comportamentos típicos do sexo oposto. O tratamento psicológico está em diminuir esse sofrimento, ajudando o indivíduo a se sentir bem com a identidade que escolher sem pressioná-lo por motivos religiosos a nenhum dos lados.

## Características
Refere-se a quem usa vestimentas do sexo oposto durante uma parte de sua vida, para passar pela experiência de pertencer ao sexo oposto, mas sem desejo de alteração sexual mais permanente ou de uma transformação cirúrgica. Esse termo não é utilizado para se referir a quem só usa vestimentas do sexo oposto como fetiche durante relações sexuais, nesse caso o diagnóstico é de travestismo fetichista e classificado como preferência sexual.
É importante ressaltar que no CID-10 preferências sexuais e identidades sexuais homossexual, bissexual, travesti e transexual não são considerados doenças. O transtorno está em se sentir mal em trocar de papel.

## Causa
O desejo de ser do sexo oposto provavelmente tem causas genéticas ou congênitas, porém a causa do sofrimento psicológico e dos transtornos é profundamente cultural e ligada a religiões mais tradicionais. Em lugares que respeitam o terceiro gênero não há transtorno.

## Sinais e sintomas
Para esse diagnóstico é necessário:
- Para que este diagnóstico seja feito, deve haver evidências de sofrimento clinicamente significativo ou prejuízo no funcionamento social ou ocupacional ou em outras áreas importantes da vida do indivíduo.
- Evidências de uma forte e persistente identificação com o gênero oposto;
- Desejo de se, ou a insistência do indivíduo de que é do sexo oposto;
- Esta identificação com o gênero oposto não reflete um mero desejo de quaisquer vantagens culturais percebidas por ser do outro sexo;
- Evidências de um desconforto persistente com o próprio sexo atribuído ou uma sensação de inadequação no papel de gênero deste sexo.
- Esse diagnóstico não é feito se o indivíduo tem uma condição intersexual física concomitante (por exemplo, síndrome de insensibilidade aos andrógenos ou hiperplasia adrenal congênita).

## Diagnóstico
O diagnóstico é feito em uma entrevista com o paciente, que deve ser maior de 18 anos (do contrário pode tratar-se de disforia de gênero) quando um profissional de saúde mental identifica evidências de sofrimento psicológico por conta da troca de papéis.

## Tratamento

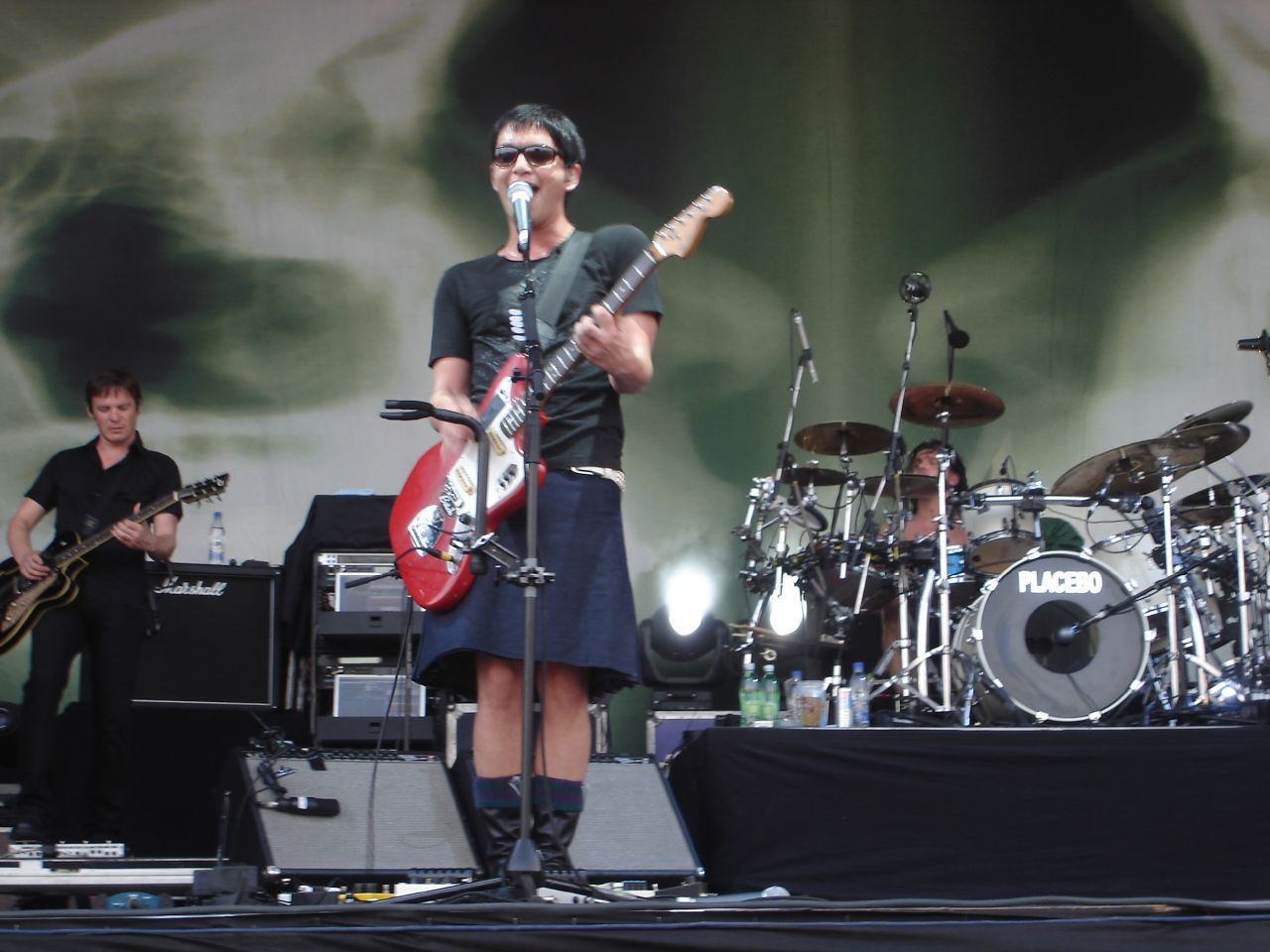
O mais importante no tratamento é o bem estar do paciente, sem impor preconceitos de gênero.

O tratamento é predominantemente psicólogo, voltado para a aceitação da identidade escolhida seja ela qual for e tratamento de comorbidades como depressão maior ou de transtornos de ansiedade. A família e parceiros amorosos podem ser convidados a participar do tratamento para esclarecer dúvidas sobre questões de papel de gênero, mas apenas caso o paciente deseje. O objetivo é o bem estar do paciente e melhoria de sua qualidade de vida no papel escolhido, o que geralmente envolve questionar as crenças tradicionais do paciente e seus familiar e formar crenças e comportamentos mais saudáveis e produtivos.
Caso o psicólogo desrespeite a liberdade de identidade e preferência sexual do paciente ele deve ser denunciado ao Conselho Regional de Psicologia (CRP) da região onde ele esteja cadastrado para ser punido. Nos casos de conduta criminosa do paciente, que independem da identidade de gênero e da preferência sexual, o psicólogo ou médico pode denunciar a polícia caso considere necessário para o bem estar social. É dever do psicólogo denunciar quando  identificar risco eminente a alguém.